# 영신버스
영신버스(靈信―)는 경상남도 창녕군 및 창원시 일부구간(북면온천)을 운영하는 버스 회사이고 본사는 경상남도 창녕군 창녕읍 우포2로 1213 (교리)에 있다.

## 연혁
- 1980년 4월 7일 : 회사 설립

## 보유 차량

#### 자일대우버스
- 자일대우 BS090 뉴 로얄미디

#### 현대자동차
- 현대 뉴 카운티
- 현대 그린시티
- 현대 일렉시티

#### 본럭 버스
- BLK 일레누스 EV

#### 우진산전
- 우진산전 아폴로 900